# Банных, Игорь Олегович
Игорь Олегович Банных (род. 11 октября 1971 года, Москва, РСФСР, СССР) — российский учёный-материаловед, член-корреспондент РАН (2025).

## Биография
Родился 11 октября 1971 в Москве.
В 2006 году — окончил аспирантуру МАТИ.
В 2006 году — защитил кандидатскую диссертацию, тема: «Закономерности формирования структуры модифицированных поверхностных слоев и покрытий в процессе вакуумной ионно-плазменной обработки сталей и титановых сплавов».
В 2021 году — защитил докторскую диссертацию, тема: «Материаловедческие основы создания многофункциональных высокоазотистых сталей аустенитного класса».
С 2006 года — работает в Институте металлургии и материаловедения имени А. А. Байкова РАН: ведущий научный сотрудник, заведующий лабораторией конструкционных сталей и сплавов, заместитель директора по научной работе.
В 2025 году — избран членом-корреспондентом РАН от Отделения химии и наук о материалах.

### Семья
- дед — советский промышленный деятель и учёный Александр Михайлович Банных (1899—1964)
- отец — советский и российский материаловед, академик РАН Олег Александрович Банных (род. 1931)

## Научная деятельность
Специалист в области металловедения и термической обработки металлов.
Ведет исследования в областях: основные принципы рационального легирования и термодеформационной обработки высокоазотистых аустенитных сталей для реализации комплекса высоких механических и коррозионных свойств; разработка высокоазотистых аустенитных сталей с заданным комплексом свойств при оптимальном легировании.
Провёл исследование закономерностей формирования ультрапрочного состояния среднеуглеродистых экономнолегированных конструкционных сталей и влияния на него количественного содержания микролегирующих элементов; разработал новые ультрапрочные деформационно-упрочняемые конструкционные стали.
Автор 160 научных работ, в том числе монографии и 7 патентов.